# Apogon luteus
Apogon luteus es una especie de pez de la familia de los apogónidos en el orden de los perciformes

## Morfología
Los machos pueden llegar a alcanzar los 4,4 cm de longitud total.

## Distribución geográfica
Se encuentran desde Palaos hasta las Islas Marshall.